# 신무왕
신무왕(神武王, ? ~ 839년 9월 8일(음력 7월 23일, 율리우스력 8월 19일), 재위 : 839년 음력 4월 ~ 9월 8일(음력 7월 23일, 율리우스력 9월 4일))은 신라 제45대 국왕이다. 성은 김(金)이고 이름은 우징(祐徵)이다.
아버지는 원성왕의 손자인 김균정(金均貞, 후에 성덕왕(成德王)으로 추봉)이고, 어머니는 헌목태후(憲穆太后) 박씨(朴氏)인데, 혹은 정교부인(貞矯夫人)이라고도 한다.

## 생애

### 즉위 전
흥덕왕의 3년(828년) 1월 대아찬(大阿飡)과 시중(侍中)에 발탁되었지만, 831년 1월 수도 금성(金城, 경상북도 경주시)에 일어난 지진이 결국 원인이 되면서 시중이 면직되었다. 834년 1월에 다시 시중이 되었지만, 835년 2월에 아버지 김균정(金均貞)이 상대등(上大等)으로 취임하면서, 우징은 시중직을 사임했다. 이 때에 후임 시중이 된 사람은 김명(金明)였다.
흥덕왕의 사후, 상대등 직에 있던 아버지 균정과 조카 김제륭(金悌隆) 사이에 왕위 계승을 둘러싸고 내란이 일어났다. 내란 중에 균정이 죽어 희강왕이 즉위하였고, 우징 등은 청해진 대사 장보고에게 무사히 달아났다. 그 후, 희강왕을 옹립한 김명이 반란을 일으켜, 희강왕을 죽이고, 838년 1월 왕으로 즉위 하였고, 우징파는 동년 3월부터 민애왕을 토벌하기 위한 군사 행동을 개시했다. 결과적으로 우징의 장군 김양(金陽)이 왕도에 도착하여, 839년 1월 23일에 민애왕을 시해했다. 우징은 왕의 의례로 민애왕의 시체를 매장하였고, 또, 고례에 준거하고 즉위식을 거행하여, 왕위를 계승했다.

### 즉위 후
즉위 후에 왕의 할아버지, 아버지, 어머니를 추봉했다. 아들 김경응(金慶膺)을 태자로 삼았다. 또, 민애왕을 물리치는데 공적이 컸던 장보고를 감의군사(感義軍使)에 임명하였고, 식읍 2,000호를 받는 것과 동시에 장보고의 딸을 태자비로 맞이하겠다는 약속을 얻어냈다. 839년 7월에는 희강왕 대로부터 보내지 않았던 당나라에 사자를 파견하여, 치청(淄青, 산둥성) 절도사에게 노비를 보냈다. 당의 문종은 이것을 듣고, 먼 곳에 온 사람인 것을 불쌍히 여겨 신라에 귀국시켰다. 같은 달(7월) 신무왕은 병에 쓰러져 23일에 사망하였다. 「삼국유사」왕력에서는, 동년 12월 23일에 사망했다고 한다. 즉위한 지 181일만이며 신라 역사상 가장 짧다. 제형산의 서북쪽에 매장되었다고 한다. 그 왕릉은 경주시 동방동의 사적 제185호로 비정되고 있다.

## 기타
- 고려 시대에는 신무왕을 신호왕(神虎王)이라고 불렀다. 이유는 고려 혜종의 휘가 왕무(王武)였기 때문에 피휘를 하기 위해 무(武)를 뜻이 같은 호(虎)로 바꿨기 때문이었다.

## 가계
- 증조부 : 원성왕(元聖王, ? ~ 798/799 재위:785~798)
- 증조모 : 숙정왕후 김씨(淑貞王后 金氏) - 각간 신술(神述)의 딸
- 조부 : 김예영(金禮英) - 혜강왕(惠康王)에 추봉
- 아버지 : 김균정 - 성덕왕(成德王)에 추봉
- 어머니 : 정교부인 박씨(貞矯夫人 朴氏) - 헌목태후(憲穆太后)로 봉해짐
  - 왕비 : 정계부인(貞繼夫人) - 정종태후(定宗太后)로 추봉
    - 장남 : 문성왕 경응(慶膺) : 839년 태자 책봉, 같은 해 문성왕 즉위
    - 차남 : 김영광(金英光) 연안 김씨의 시조
    - 삼남 : 김흥광(金興光) 광산 김씨의 시조
    - 사남 : 김익광(金益光) 영산 김씨의 시조
    - 딸 : 광화부인(光和夫人)
    - 부마 : 김계명(金啓明)
      - 외손 : 경문왕(景文王)
      - 외손 : 김위홍(金魏弘)

    - 딸 : 김씨(金氏)[1]
    - 부마 : 김경주(金擎柱) - 김유신의 5대손
      - 외손 : 김성해(金成海)

  - 이복동생 : 헌안왕(憲安王, ? ~861 재위:857~861)

## 신무왕이 등장하는 작품
- 《해신》 (KBS, 2004년~2005년), 배우: 길용우

## 같이 보기
- 발해
  - 대이진 (830년 ~ 857년)